# 布拉格堡 (北卡羅萊納州)
布拉格堡（英語：Fort Bragg），曾用名自由堡（英語：Fort Liberty）是美國陸軍位於北卡羅萊納州的軍事基地，面積約650平方公里，涵蓋坎伯蘭郡、霍克郡、哈尼特郡、穆爾郡的境內，有超過57,000位軍職人員，以及大量軍眷及文職人員，是美國人口最多的軍隊基地。是美國陸軍部隊司令部、美國陸軍預備役司令部、美國陸軍特種作戰司令部的所在地，另外也是第十八空降軍的駐地。布拉格堡還有兩個機場，分別是波普機場以及西蒙斯陸軍機場。

## 歷史
布拉格營（Camp Bragg）建立於1918年，最初的使用目的是作為砲兵訓練場。當時威廉·斯諾少將（第一任砲兵總長）正在尋找一個合適的場地，要有充足的水源和鐵道設施，以及適合全年訓練的氣候，計畫將六個砲兵旅駐紮在此地。布拉格營以邦聯軍將領布拉克斯頓·布拉格命名，這是一位自西點軍校畢業的砲兵指揮官。國會撥款1450萬美元的經費興建布拉格營，另外也興建了一座機場供飛機和觀測氣球起降，該機場於1919年4月1日被命名為波普機場，以紀念一名在附近飛行時喪生的中尉哈雷·波普（Harley H. Pope）。波普機場在1919年11月1日完工。
第一次世界大戰結束後，軍隊開始大規模解編，駐紮六個砲兵旅的計畫被取消，來自麥克萊倫營的砲兵裝備和物資被移至布拉格營，並開始針對遠程武器進行測試。1921年，第13野戰砲兵旅和第17野戰砲兵旅開始在布拉格營進行訓練，同年，長街教堂被納入布拉格營。
由於戰後縮減，美國戰爭部於1921年8月7日發布關閉營地的命令。但在時任指揮官阿爾伯特·鮑里爭取之下，也邀請戰爭部長訪問布拉格營，1921年9月16日取消了關閉命令。野戰砲兵部也於1922年2月1日遷至布拉格營。布拉格營在1922年9月30日更名為布拉格堡，以表示這是一座永久性的軍事基地。
1930年代，破舊的木製建築大部分被磚瓦營房取代。1940年，布拉格堡的人數為5,400人，到了1941年，人數為67,000人。第二次世界大戰期間有各種部隊在布拉格堡進行訓練，包含第2裝甲師、第82空降師、第100步兵師，以及許多野戰砲兵。在戰爭期間的人數甚至達到了159,000人。
第二次世界大戰結束後，第82空降師永久駐紮於布拉格堡。而美國空軍於1947年成立後，布拉格堡的一部分（包括波普機場）成為波普空軍基地。
1951年7月，第十八空降軍在布拉格堡重啟。布拉格堡也成為非常規作戰的中心，1952年4月成立了心理作戰中心（Psychological Warfare Center），隨後成立第10特種作戰群。
1961年成立第5特種作戰群，其任務是訓練用在東南亞的反叛亂部隊。同年設置了一個「鋼鐵麥克」雕像，紀念所有的空降兵。在1966年至1970年之間，超過二十萬名的年輕人在這裡接受基本戰鬥訓練。

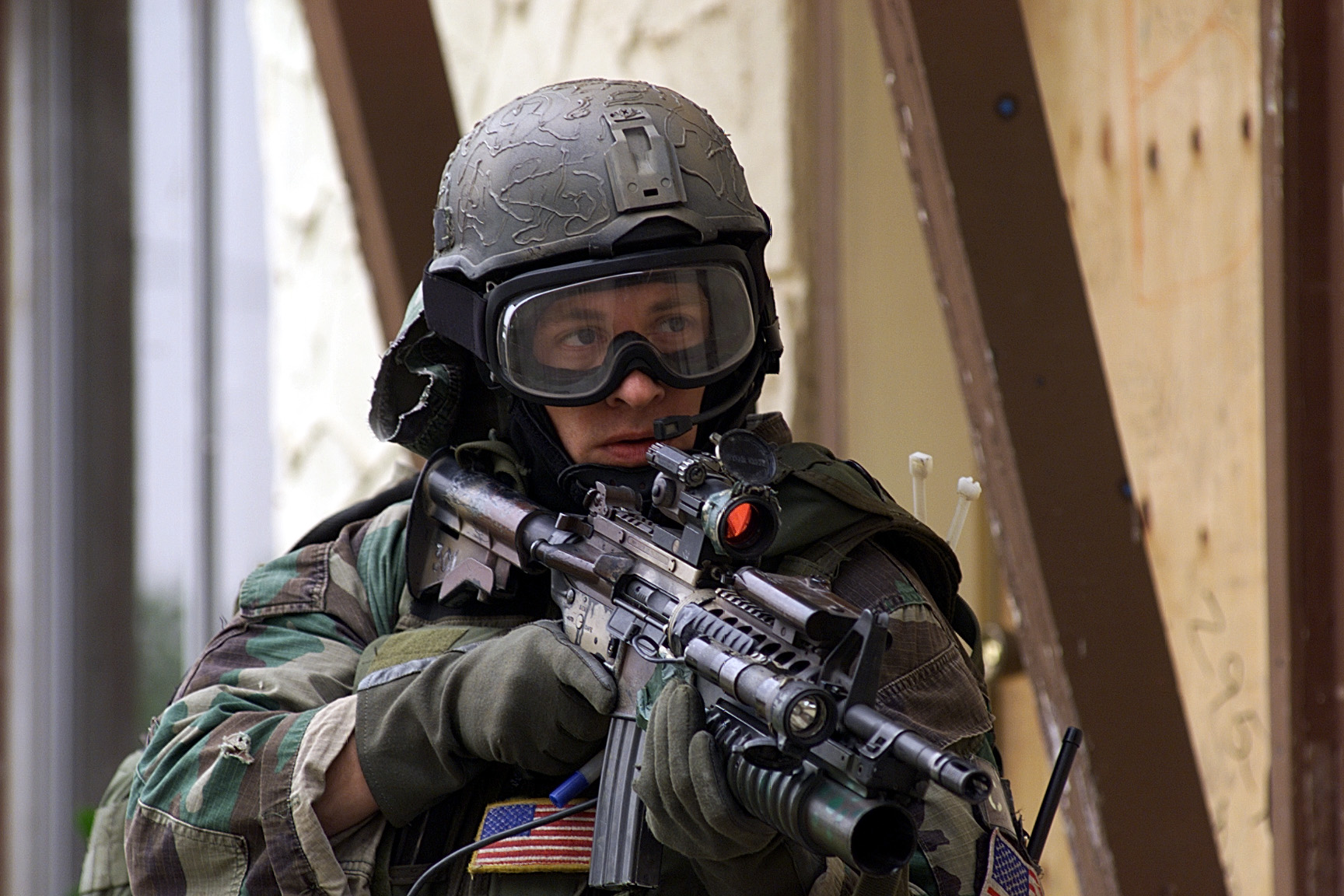
1999年5月18日，一名士兵在布拉格堡進行近身距離作戰訓練。

1990年，第18空降軍和第82空降師前往至沙烏地阿拉伯，以支援沙漠盾牌及沙漠風暴。在1990年代中後期，布拉格堡的設施越來越現代化。第二次世界大戰時期的木造營舍被大量拆除，興建了新的營區販賣部、Devers小學等多項設施。
2005年基地調整和關閉委員會將美國陸軍部隊司令部和美國陸軍預備役司令部遷至布拉格堡，新的總部在2011年落成。2011年3月1日，波普空軍基地被併入了布拉格堡，改為陸軍機場。

## 駐紮單位
布拉格堡是美國陸軍部隊司令部、美國陸軍預備役司令部、美國陸軍特種作戰司令部的總部所在地，第十八空降軍與其下轄的第82空降師是該基地的主要部隊，另外還有許多特種部隊駐紮在此。駐紮在此地單位如下：
- 第十八空降軍
  - 軍部
  - 第82空降師
    - 師部與師部營
    - 第1步兵旅級戰鬥隊
    - 第2步兵旅級戰鬥隊
    - 第3步兵旅級戰鬥隊
    - 第82空降師師屬砲兵（英语：82nd Airborne Division Artillery）
    - 第82空降師維持旅（英语：82nd Sustainment Brigade）

  - 第16憲兵旅
  - 第18野戰砲兵旅（英语：18th Field Artillery Brigade）
  - 第20工兵旅
  - 第44醫療旅（英语：44th Medical Brigade）
  - 第108防空砲兵旅（英语：108th Air Defense Artillery Brigade (United States)）
  - 第525遠征軍事情報旅（英语：525th Expeditionary Military Intelligence Brigade）
- 第1特種部隊司令部
  - 司令部與司令部連
  - 第1特種部隊司令部情報營
  - 第3特種作戰群
- 美國陸軍特種作戰航空司令部
- 第4心理作戰群（英语：4th Psychological Operations Group）
- 第8心理作戰群（英语：8th Psychological Operations Group）
- 第95民政旅（英语：95th Civil Affairs Brigade）
- 第528維持旅（英语：528th Sustainment Brigade (United States)）
- 甘迺迪特種作戰訓練中心
- 美國陸軍跳傘隊（英语：United States Army Parachute Team）

### 西蒙斯陸軍機場
- 第82航空團（英语：82nd Aviation Regiment (United States)）

### 波普機場
- 第18空中支援作戰大隊（英语：18th Air Support Operations Group）
- 第43空中機動作戰大隊（英语：43rd Air Mobility Operations Group）
- 第11特種作戰情報中隊（英语：11th Special Operations Intelligence Squadron）
- 第14空中支援作戰中隊（英语：14th Air Support Operations Squadron）
- 第24特種戰術中隊（英语：24th Special Tactics Squadron）
- 三角洲部隊
- 聯合通訊組（英语：Joint Communications Unit）
- 第2安全部隊援助旅（英语：2nd Security Force Assistance Brigade）

## 相關事件
- 1942年1月29日，米基·魯尼拜訪布拉格營。[14]
- 1961年10月12日，總統甘迺迪訪問布拉格堡並批准「綠色貝雷帽」成為美國陸軍特種部隊的頭飾。[15]
- 1970年2月17日，上尉傑佛瑞·麥當勞（英语：Jeffrey R. MacDonald）殺害其懷孕的妻子及兩名女兒。
- 1987年7月1日，一架C-130運輸機在空投裝甲車表演中墜毀，造成4名機組人員和1名在地面的士兵死亡[16]。
- 1989年8月9日，一架C-130運輸機在空投裝甲車訓練時墜毀，機組人員1人死亡，6人受傷。[17]
- 1995年10月27日，一名中士小威廉·克羅伊策（英语：William Kreutzer Jr.）發動無差別攻擊，造成1名軍官死亡，18人受傷。
- 2011年12月14日，總統歐巴馬在布拉格堡發表了全國電視談話，感謝士兵為伊拉克自由行動所做的貢獻。[18]
- 2020年10月21日，布拉格堡的官方推特帳戶發出了數篇色情相關推文，最後證實是帳戶管理者所為。[19]

## 外部連結
- 官方網站 （页面存档备份，存于）